# Trissonchulus obtusus
Trissonchulus obtusus är en rundmaskart som först beskrevs av Bresslau och Stekhoven 1935.  Trissonchulus obtusus ingår i släktet Trissonchulus och familjen Ironidae. Inga underarter finns listade i Catalogue of Life.